# Grande Sfinge di Giza

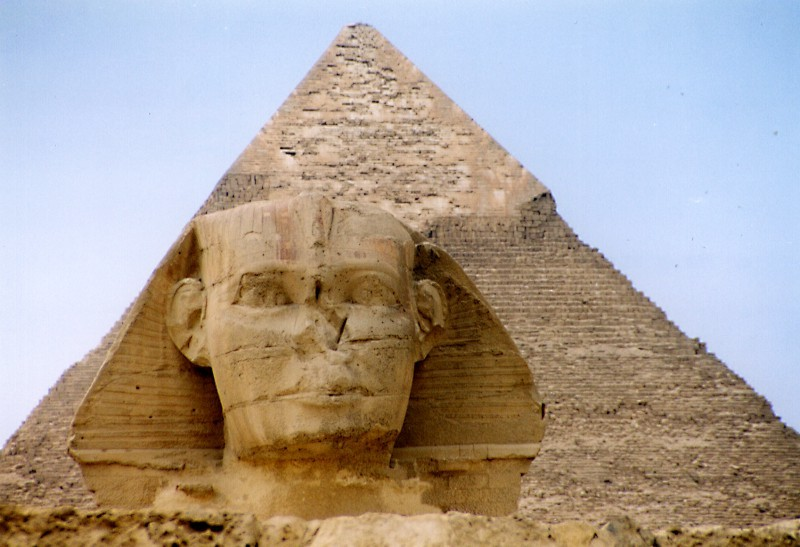
La Sfinge di Giza; alle sue spalle la Piramide di Chefren, faraone della IV dinastia, la più famosa della storia egizia

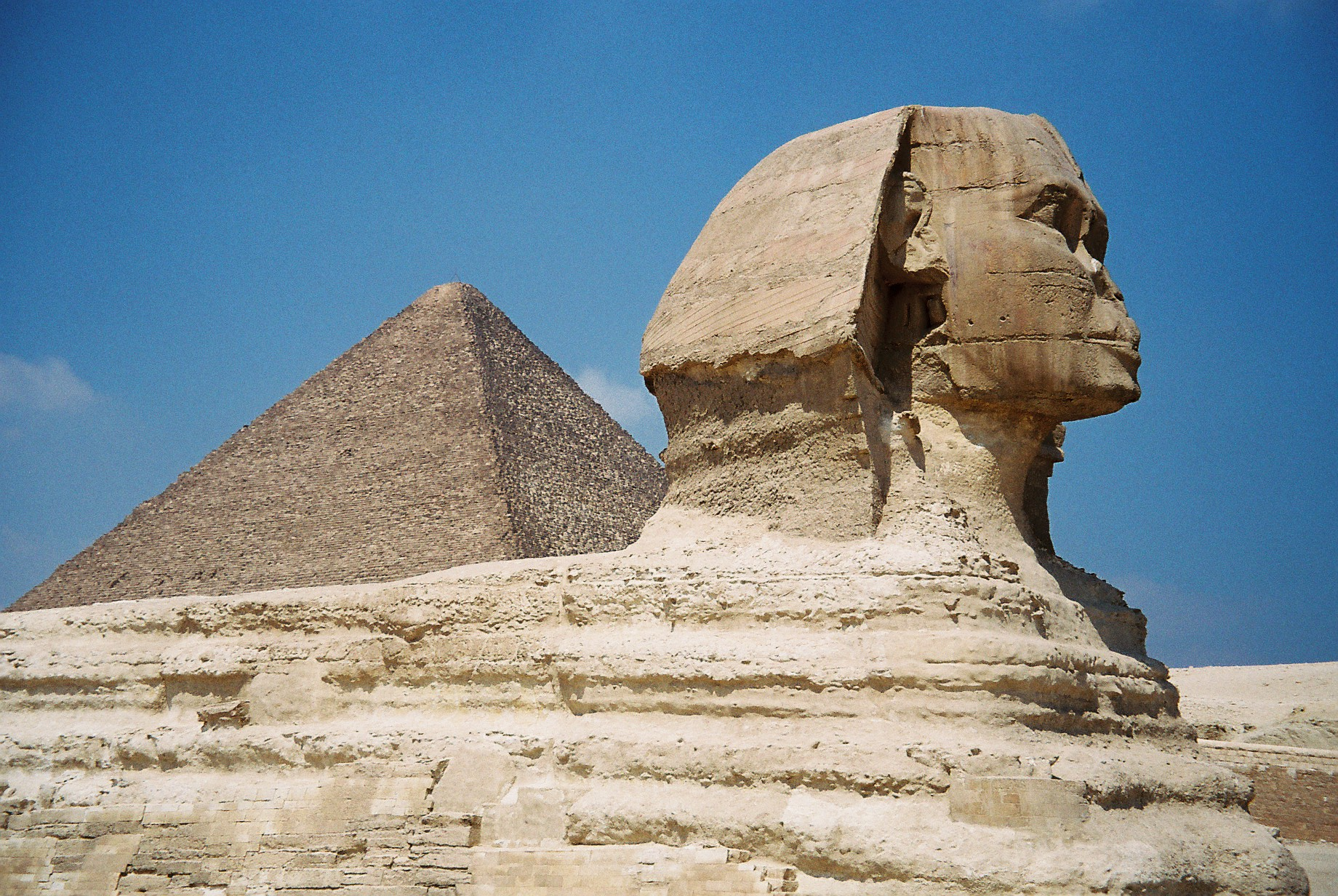
La Sfinge di Giza, sullo sfondo la Piramide di Cheope

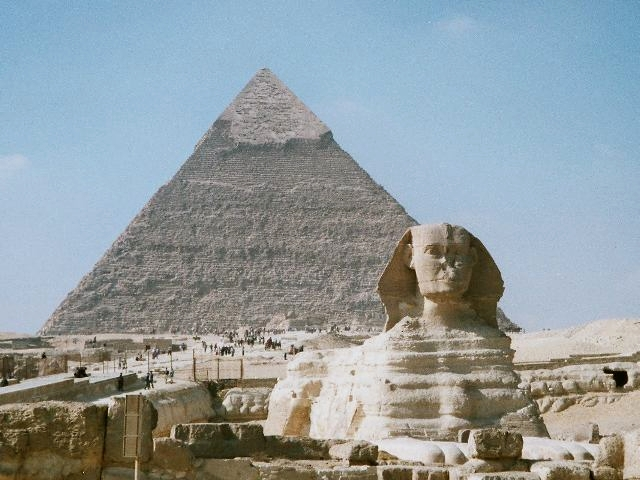
La Sfinge con la Piramide di Chefren

La Grande Sfinge di Giza (in arabo: أبو الهول)  è una scultura di pietra calcarea situata nella Necropoli di Giza, raffigurante una sfinge sdraiata, ovvero una figura mitologica con la testa di un uomo e il corpo di un leone (nello specifico è detta anche androsfinge o sfinge andricefala).
Il monumento è stato scolpito dal substrato calcareo della Formazione Mokattam dell'Eocene e si colloca all'interno dell'altopiano di Giza (comprensiva dell'omonima Necropoli), sulla riva occidentale del fiume Nilo, che separa Giza dalla capitale d'Egitto, Il Cairo. Oltre ad essere la più antica scultura monumentale conosciuta in Egitto, è la più grande statua monolitica tra le sfingi egizie: è lunga 73 metri (dalla coda alle zampe anteriori), alta 20 metri (dalla base alla punta della testa) e larga 19 metri; la sola testa ha un'altezza di 4 metri.
La Sfinge fa parte della Necropoli di Memphite ed è considerata patrimonio dell'umanità dall'UNESCO.

## Nome
Nella sua lunghissima storia, la Sfinge è stata chiamata in diversi modi: per gli Arabi musulmani e per i Copti è ancor oggi Abū l-Hōl (in arabo أبو الهول‎? ), ossia "padre del terrore" (Abu= "padre", Haul= "terrore").
Il nome Sfinge che le attribuiamo deriva dal greco Σφίγξ Sphínx (gen. Σφιγγός, termine in relazione col verbo σφίγγω che significa "strangolare"), derivante a sua volta dall'egizio traslitterato in šsp ˁnḫ (shespankh) che significa "statua vivente" ed era il nome attribuito alle statue di leoni con testa di uomo.
La Stele del Sogno la identifica con un altro nome, quello con cui era conosciuta nell'antichità: Hor em akhet, reso Armachis in greco.
Le consonanti che compongono Hor em akhet sono hr w kt oppure hr m kt; hr vuol dire Horus, w significa dimora (mentre m esprime lo stato in luogo), kt è l'orizzonte: Horus dimora (oppure è, si trova) all'orizzonte (qualcuno traduce anche Horus sorge all'orizzonte).
Nonostante il significato esplicito di questo nome, gli studiosi non riscontrano una relazione tra Sfinge e Horus; qualcuno, invece, identificando Horus con il Sole, ritiene che il rapporto esista, dal momento che la Sfinge assiste alla sua nascita ogni giorno.

## Storia

### Origini

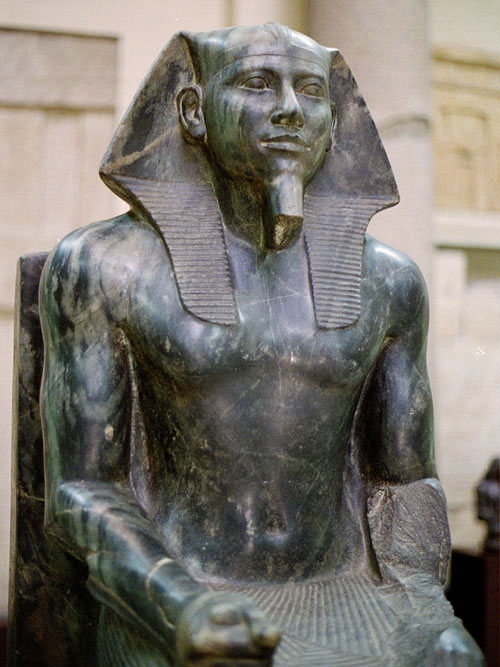
Prima di essere deturpata, la Grande Sfinge aveva probabilmente il volto del faraone Chefren, il costruttore della seconda piramide di Giza

Il monumento probabilmente fu ricavato da un affioramento di roccia durante la costruzione delle Piramidi di Giza. Stranamente la Grande Sfinge è un monumento isolato, mentre le Sfingi successive erano poste in coppia per proteggere l'ingresso di un edificio. In teoria poteva essere scolpita un'altra grande Sfinge; infatti, poco distante a sud, sull'altopiano si erge un'altra collinetta di roccia. In pratica però non è stato così, forse a causa della troppa distanza.
La Grande Sfinge pare sia stata creata dagli egiziani dell'Antico Regno attorno al 2500 a.C., durante il regno di Cheope (2590-2566 a.C. circa) o Chefren (2558-2532 a.C. circa). Studiosi ed egittologi ritengono che il volto della Sfinge sia stato scolpito per rappresentare il faraone Cheope e sia posta davanti alla sua piramide (la seconda del complesso di El-Giza per dimensioni dopo quella di Cheope) per proteggerla. Gli studiosi non sono comunque tutti dello stesso parere: alcuni ritengono che il volto della Sfinge rappresenti  uno dei figli del faraone Chefren.

### Materiale e struttura geologica
La Grande Sfinge fu realizzata scolpendo la pietra viva, mentre alcune parti sono state costruite o riparate con l'aggiunta di blocchi di roccia tagliati. Tuttavia lo strato roccioso varia all'interno del monumento. La struttura geologica fu analizzata a metà degli anni ottanta del ventesimo secolo, durante i lavori di Lehner e Hawass, dal geologo K. Lal Gauri dell'Università di Louisville, Kentucky. Il risultato fu che il monumento è composto da tre diversi strati rocciosi:
1. lo strato inferiore del corpo è di pietra calcarea dura ma fragile, di origine più antica;
2. lo strato mediano, che comprende il nucleo della Sfinge, migliora salendo verso l'alto, ma è in media di pessima qualità; per questo sono presenti numerose crepe;
3. lo strato superiore, che comprende la testa della Sfinge e il collo, è formato da pietra calcarea dura, che diventa sempre più pura nella testa, permettendo una migliore conservazione nel tempo.

La Sfinge ha subito diversi restauri, il più recente dei quali ha comportato la sostituzione di strati di blocchi di calcare attorno alla base.

### Testa

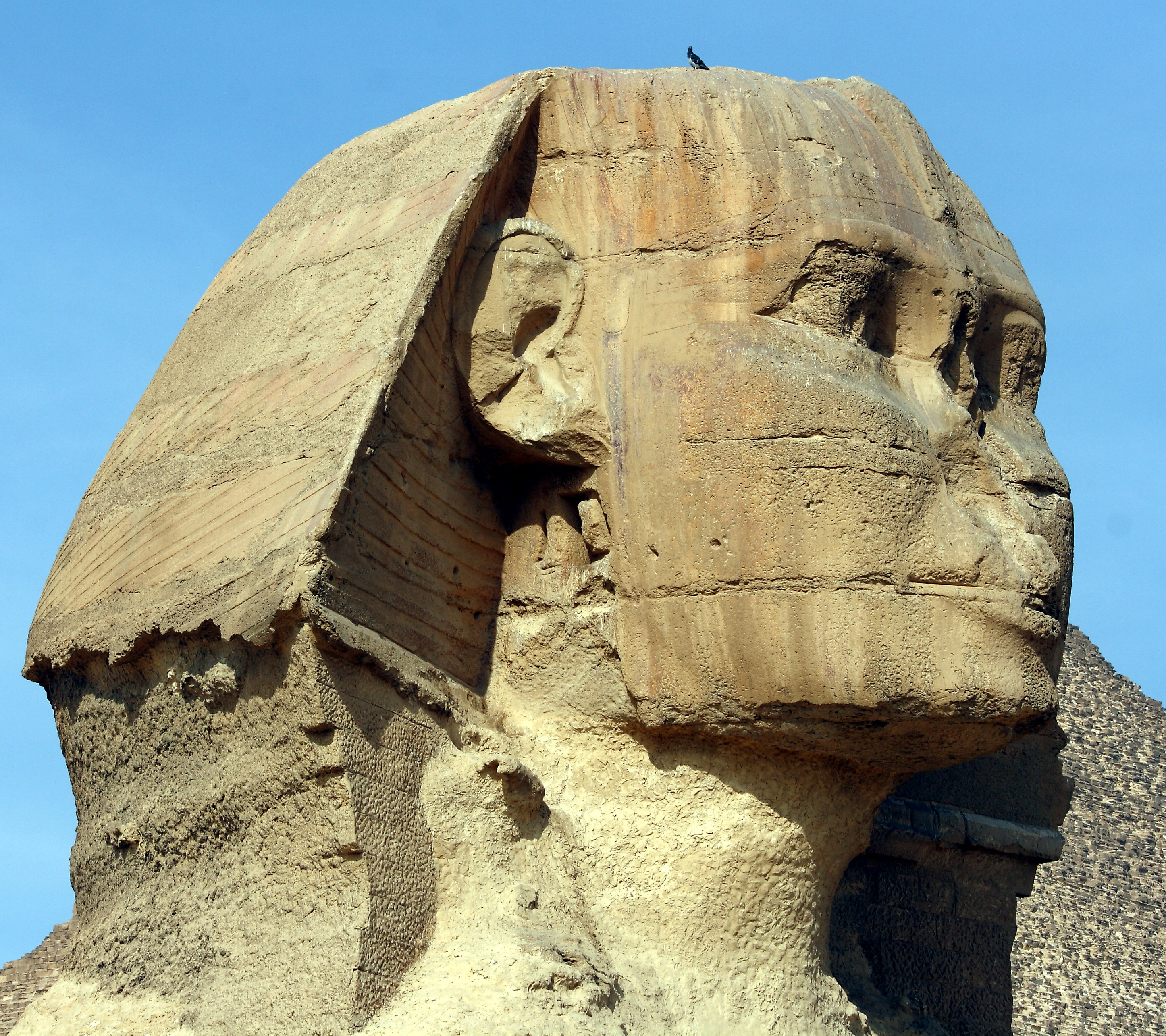
La testa della Sfinge

Nonostante il tipo di pietra utilizzato per la testa della Sfinge sia di qualità migliore rispetto a quello usato per il corpo, il volto è la parte più danneggiata del monumento. La causa, tuttavia, non è solamente da attribuire al deterioramento naturale, ma anche all'azione dell'uomo. Infatti il naso è stato completamente rimosso, mentre la bocca e gli occhi sono stati gravemente danneggiati. Contrariamente a quello che alcuni pensano, il naso della Sfinge non fu distrutto in epoca napoleonica, ma nel 1378, ovvero in epoca mamelucca, per opera dello sceicco sufi Muḥammad Ṣāʾim al-Dahr, appartenente alla khanqa di Saʿīd al-Suʿadāʾ, irritato per i doni che i contadini del posto offrivano alla Sfinge, anziché alla sua confraternita, come scrisse lo storico arabo al-Maqrizi.
La credenza che i responsabili del danneggiamento fossero i soldati di Napoleone scaturì dal fatto che nel 1804, proprio in seguito alla spedizione napoleonica, furono pubblicate delle vedute dell'Egitto, tra le quali ce n'era una riproducente la Sfinge con il naso intatto. Ma in altre immagini (di Frederick Lewis Norden), risalenti al 1737, viene invece mostrato il colosso già privato del naso. Per quanto riguarda la datazione, la testa della Sfinge è sicuramente stata realizzata durante la IV dinastia dell'Antico Regno (2620 a.C.-2500 a.C.). Appartengono a quell'epoca lo stile del copricapo, la presenza del cobra reale sulla fronte e la fisionomia del volto, caratteristiche che si ritrovano nelle sculture dei re Chefren e Micerino, della stessa dinastia. Inoltre, un elemento in comune con le statue dell'epoca è la barba cerimoniale, i frammenti della quale sono stati ritrovati ai piedi della sfinge e che sono ora conservati al British Museum di Londra e al Museo di antichità egiziane del Cairo.

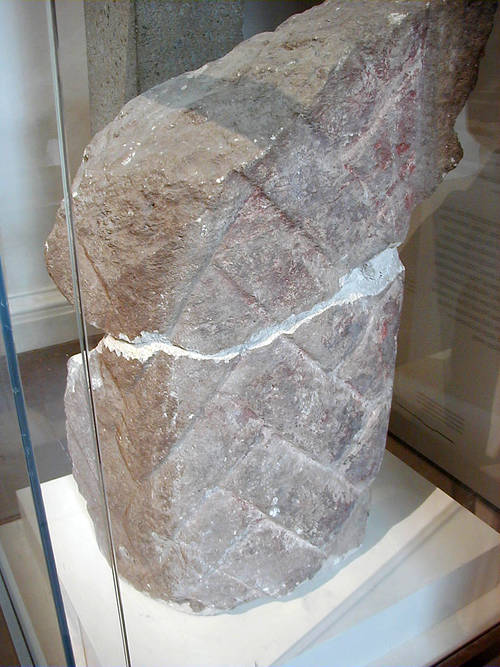
Resti della barba cerimoniale della Sfinge

Rispetto al corpo la testa è di dimensioni ridotte. La causa è forse da attribuire o alla scarsa quantità della pietra calcarea dura, o all'esigenza posteriore di allungare il corpo per via delle crepe.
L'identificazione del volto raffigurato, invece, desta molti dubbi. Inizialmente era stato attribuito a Chefren, sovrano della IV dinastia egizia (2560 a.C. – 2540 a.C.); Mark Lehner ha mostrato con modelli al computer, che sovrapponendo il volto della Sfinge alla statua del faraone Chefren la somiglianza fosse evidente. Tuttavia il risultato di Lehner è stato confutato dalla ricostruzione facciale eseguita dal detective Frank Domingo della polizia di New York. Secondo recenti studi la statua rappresenterebbe, invece, Cheope, secondo sovrano della IV dinastia (2595 a.C. – 2570 a.C.), e la sua costruzione sarebbe da attribuire al figlio Kheper, a lui succeduto prima di Chefren dal 2570 a.C. al 2560 a.C. In conclusione, dopo numerose ricerche non c'è ancora un risultato inconfutabile, anche se l'archeologia ufficiale continua ad attribuire il volto della Sfinge a Chefren.

### Passaggi nascosti
Uno dei misteri della Sfinge, alimentato dalle leggende popolari, è certamente la presenza di passaggi nascosti al suo interno. Attualmente è nota l'origine di uno di essi soltanto: un breve varco senza uscita dietro la testa, lungo approssimativamente 5 metri, scavato nel 1837 da John Shae Perring e Howard Vyse durante la ricerca di una camera segreta all'interno del corpo.
L'ipotesi che all'interno del monumento ci siano camere nascoste non ha riscontri scientifici, anche se gli ultimi scavi hanno rilevato la presenza di altri tre cunicoli nel corpo della statua:
- il primo cunicolo si trova anteriormente, dietro la stele fatta porre dal faraone Tuthmosis IV tra le zampe della Sfinge
- il secondo cunicolo si trova sul lato nord (a destra per chi guarda il volto della statua): la sua esistenza era stata da tempo ipotizzata osservando le foto ingiallite di Émile Baraize, pioniere dell'egittologia, che mostrano operai nell'atto di rimuovere sabbia da un tunnel.[18]
- il terzo cunicolo è di recente individuazione (l'archeologo ed egittologo egiziano Hawass vi è entrato per la prima volta durante i restauri della struttura, terminati da poco); è sito presso la coda e avrebbe una profondità di ben 15 metri.

Non si esclude che tali cunicoli debbano essere fatti risalire a tentativi più o meno antichi di penetrare in una presunta camera segreta situata nel corpo della Sfinge o al di sotto di essa.
La stanza dei registri è una mitica biblioteca sepolta sotto la Sfinge di Giza che secondo alcuni (a cominciare dall'occultista e sensitivo statunitense Edgar Cayce) conterrebbe tutta la conoscenza degli antichi Egizi fissata su rotoli di papiro, oltre alla storia del perduto continente di Atlantide.

## La Sfinge all'interno della Necropoli di Giza

### Posizione
La Grande Sfinge è parte integrante dell'ampio complesso funerario di Chefren e si trova lateralmente alla rampa processionale che conduce dal tempio a valle alla Piramide di Chefren a Giza.
Il corpo della Sfinge è posto su una piattaforma di pietra ed è circondato da un recinto roccioso a forma di U, realizzato con la stessa pessima qualità di pietra durante gli scavi per la costruzione del monumento.
Essendo infossata, la Sfinge è soggetta a essere sepolta dalle sabbie del deserto ed erosa dalle infiltrazioni d'acqua piovana e in passato dall'innalzamento della falda freatica dovuta alle esondazioni del Nilo.

### Templi

Disposizione dei templi vicino alla Sfinge

A est della Sfinge sorgono due templi, uno di fronte alle zampe posteriori, battezzato come Tempio della Sfinge, mentre l'altro, il Tempio a valle di Chefren, si trova accanto al primo in direzione sud. Entrambi sono stati costruiti con la medesima roccia del corpo della Sfinge, e per questo sono gravemente danneggiati dall'erosione. Quando fu rinvenuto il Tempio a valle di Chefren, l'ipotesi che la Grande Sfinge fosse stata realizzata dopo la costruzione delle Piramidi di Cheope e Chefren ottenne una nuova prova a sostegno: il tempio era infatti collegato alla Piramide di Chefren tramite una via d'accesso in pietra calcarea, che era fornita di canali di drenaggio per l'acqua piovana e, sul lato settentrionale, di un grande fosso, che è tagliato in un angolo dal recinto della Sfinge e bloccato con pezzi di granito, per non far defluire l'acqua nel sito. Questo fa pensare che il recinto sia di età posteriore alla via d'accesso della Piramide. D'altra parte il ritrovamento di tombe appartenenti all'epoca di Cheope e Chefren sul lato nord del recinto avvalora l'ipotesi della realizzazione del monumento durante il loro regno o per lo meno non prima.

## Erosione
A causa della cattiva qualità della pietra calcarea, il corpo della Sfinge è la parte più danneggiata dall'erosione naturale.
Il collo e la parte inferiore del copricapo, oggi mancante, hanno subito per secoli l'erosione provocata dalle folate di sabbia. Sono inoltre presenti numerose crepe lungo il corpo che sono state datate al tempo della formazione della pietra stessa. A causa del persistente deterioramento, nel corso del tempo sono state compiute moltissime riparazioni.
Negli anni ottanta numerosi egittologi e geologi, tra cui soprattutto K. Lal Gauri, Mark Lehner e Z. Hassan, hanno studiato la condizione odierna di erosione della Sfinge. Il risultato fu la scoperta che il deterioramento del corpo sia in parte causato dal fenomeno di condensa notturna, assorbita per azione capillare, con evaporazione mattutina, che provoca la cristallizzazione dei sali nei pori della roccia e l'erosione in seguito all'espansione dei cristalli. Questo fenomeno è ancora attivo e può avvenire anche sotto strati di sabbia: per questo il degrado del monumento è continuato anche nei moltissimi secoli in cui è stato ricoperto dalla sabbia.
Sul corpo della Sfinge sono altresì presenti segni di erosione compatibili con l'esposizione continua all'acqua piovana, ipotesi accettata dalla comunità scientifica nonostante l'egittologia ufficiale non sappia come spiegare questo fatto, considerando che le ultime piogge in grado di sortire tali effetti nella regione di Giza risalgono alla fine dell'ultima glaciazione.
Si è tentato anche di spiegarne la causa con le esondazioni del Nilo, ma i segni d'erosione presenti, che sono più marcati in alto e meno marcati in basso, sono incompatibili con quelli che causerebbe un'erosione dovuta all'acqua del fiume, che sarebbero più evidenti alla base della statua.

## La Sfinge prima dell'egittologia
La disciplina dell'Egittologia si sviluppa pienamente soltanto nel XVIII secolo, dopo la spedizione militare di Napoleone Bonaparte in Egitto. Prima che si approfondisse l'interesse per l'Antico Egitto qualsiasi cosa che lo riguardava, Sfinge inclusa, era un mistero.

### Bibbia e Autori classici
Prima del XVIII secolo la Bibbia era considerata come fonte attendibile dagli appassionati di storia antica. L'Egitto e i suoi faraoni erano spesso citati all'interno del libro sacro, ma senza informazioni dettagliate. Tuttavia la Sfinge non viene mai menzionata.
Un'altra fonte d'informazione per l'Antico Egitto erano i classici greci e latini, fra cui ebbe maggiore importanza Erodoto, che per primo scrisse ciò che vide di persona a Giza nel 460 a.C. circa un paio di millenni dopo che la sfinge venne scolpita.
Nei suoi testi, come in quelli degli altri scrittori greci, non si parla mai della Grande Sfinge: molto probabilmente fino al I secolo il monumento era ancora interamente sommerso dalla sabbia.
La prima testimonianza della presenza della Sfinge si ha grazie all'autore romano Plinio il Vecchio nella sua Naturalis Historia, dove racconta le credenze della gente del luogo.
Il monumento era considerato come l'immagine della manifestazione del dio "Horus all'Orizzonte" e per questo il volto era intonacato e dipinto con ocra, osservazione attendibile perché ancora oggi sono presenti le tracce del colore.
Inoltre Plinio il Vecchio afferma che la Sfinge era stata scolpita nel posto con la roccia locale, contrariamente alla leggenda che fosse stata trasportata da altro luogo.

### Conquista araba
Durante la conquista araba, un medico di Baghdad, Abd el-Latif, scrisse attorno al 1200 d.C. che nei pressi delle Piramidi c'era una testa colossale, dal volto dipinto di rosso, che emergeva dalla sabbia, il cui corpo era sepolto nel terreno. Inoltre riportò il nome con cui veniva al tempo chiamata la Sfinge: Abul-Hol. Lo stesso termine fu usato nel 1402 d.C. dallo storico El-Makrizi, che vide al suo tempo il monumento già danneggiato al volto e ne espresse le cause.
Il nome arabo della Sfinge, "Padre del Terrore", secondo le ipotesi del professore Selim Hassan, deriverebbe dall'antica espressione egiziana: bw Hwl, "dimora della Sfinge". La parola Hwl era una variante del nome Horemakhet, Horus all'Orizzonte, con cui veniva al tempo dei faraoni chiamata la Sfinge.

### XVI secolo
Nel XVI secolo si ebbe un particolare interesse per le antichità egizie, soprattutto a Roma. Numerosi viaggiatori si recarono in Egitto, non tanto per studiare i resti dell'antica civiltà, quanto per ammirarla. La testimonianza del prete di Caterina de' Medici è indicativa per mostrare quanto la cultura egizia era poco conosciuta e fusa con le altre religioni: egli, infatti, annotò di aver visto la testa di una grande statua, creata da Iside e amata da Giove. Nel 1579 d.C. Johannes Helferich sviluppò questa interpretazione, descrivendo la Sfinge come il ritratto della dea Isidis, figlia del re greco Inachus, che andò in sposa, con il nome di Iside, al re egizio Osiride e in cui onore sarebbe stata costruita quella testa. Il resoconto di Helferich era accompagnato da un'illustrazione, che dimostra chiaramente, dalla forte caratterizzazione femminile della statua, che egli non si recò mai sul sito della Sfinge. Helferich, inoltre, raccontò della presenza di un passaggio segreto all'interno della statua, che permetteva ai sacerdoti pagani di entrare dentro la testa e parlare al popolo. Questa affermazione era frutto soltanto di credenze popolari.

### XVII secolo e XVIII secolo
Nel XVII secolo numerose persone continuarono a viaggiare in Egitto e a riportare in patria le loro osservazioni. La prima illustrazione affidabile della Sfinge si ebbe nel 1610 da George Sandys nel suo libro Relations of a Journey Begun, in cui raffigura con precisione la testa della statua, infatti si possono notare i segni dell'erosione sul collo e sul volto.
Nel XVIII secolo la Sfinge venne descritta e illustrata più dettagliatamente. Nel 1743 Richard Pococke la illustrò ancora con un'espressione classicheggiante, ma già nel 1755 Frederic Louis Norden ritrasse la Sfinge in modo molto più veritiero. Negli anni venti, inoltre, Thomas Shaw scoprì un foro sulla sommità della testa, che molto probabilmente un tempo aveva ospitato una decorazione del copricapo, e gettò nuovi indizi per l'ipotesi di passaggi nascosti all'interno del monumento.
Nel 1798 Napoleone Bonaparte partì per la spedizione in Egitto con un gruppo di eruditi, che studiarono i monumenti dell'Antico Egitto e annotarono accuratamente i risultati nell'opera Description de l'Égypte, dove sono presenti precise incisioni che raffigurano la Sfinge. Durante la spedizione, inoltre, vennero effettuati alcuni scavi per rimuovere la sabbia da sotto la testa, ma senza grandi risultati perché i lavori furono abbandonati.

## La Sfinge dopo l'egittologia

### G.B. Caviglia e H. Vyse (1816–40)

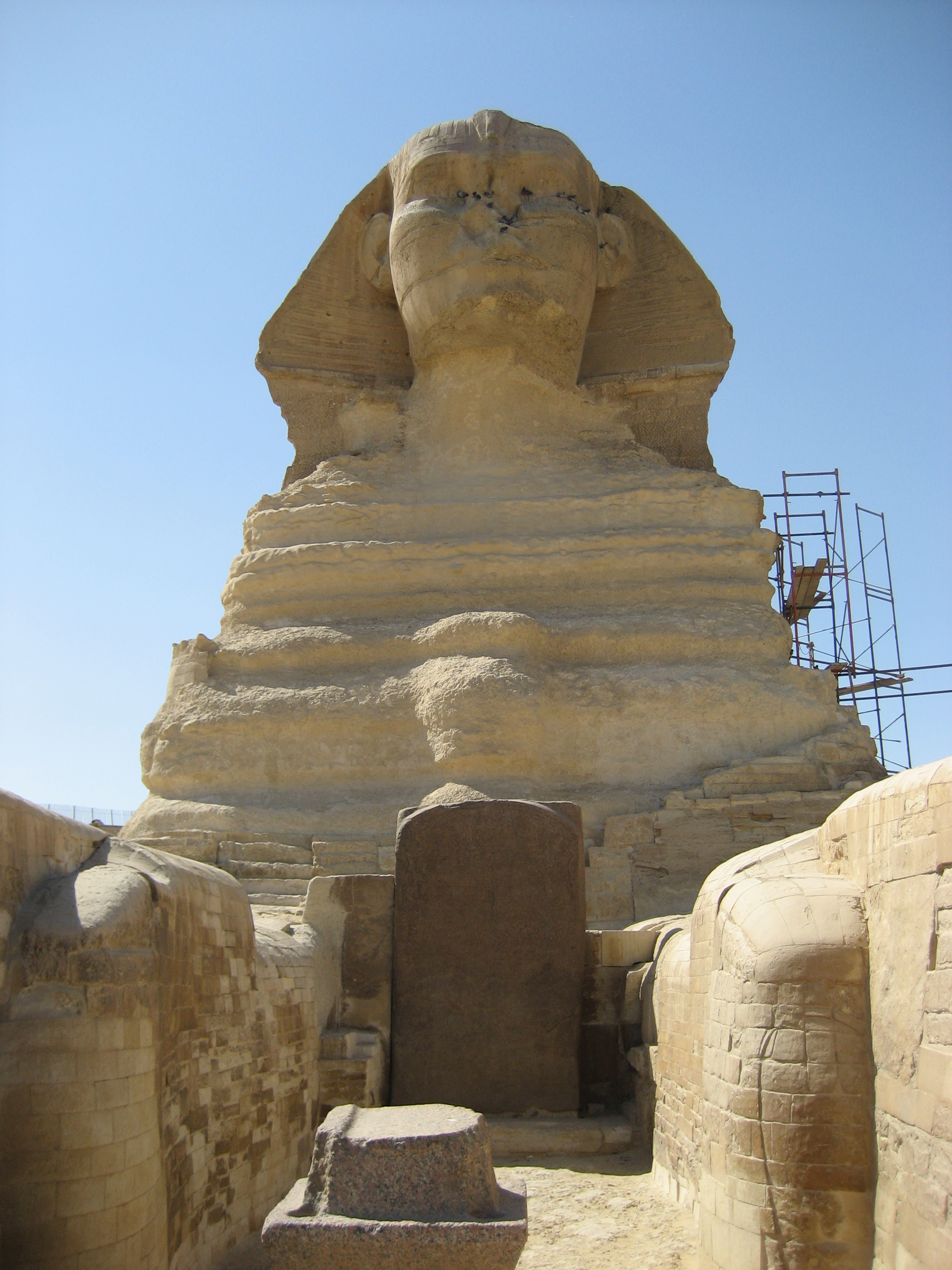
La Stele del sogno di Thutmose IV tra le zampe della Sfinge

Nel 1816 d.C. fu mandato a esplorare il sito di Giza per conto dell'Inghilterra Giovanni Battista Caviglia, navigatore italiano ed egittologo. Egli incominciò a scavare nella sabbia verso la spalla sinistra della Sfinge, preoccupandosi di non far collassare il fossato con tavole di legno, e riuscì ad arrivare fino alla base del monumento. Grazie a questo primo scavo, Caviglia scoprì che erano state apportate delle modifiche alla superficie del corpo e delle zampe anteriori. Il secondo scavo, invece, portò alla scoperta dei resti della barba spezzata e della testa del cobra reale, decorazione del copricapo. Ma il ritrovamento più importante fu la stele collocata tra le zampe della Sfinge, che a quel tempo non poteva ancora essere decifrata. Sempre nello spazio tra le zampe furono ritrovati i resti di un tempietto, con piccole statue di leoni di pietra dipinti di rosso, e di un altare di granito con segni di combustione, che faceva pensare a rituali in onore della Sfinge. Solo in seguito fu scoperto che erano di un'epoca più tarda rispetto alla costruzione del monumento. I successivi scavi di Caviglia permisero di scoprire la zona a est intorno alle zampe anteriori, che recavano delle iscrizioni greche. Furono rinvenuti, inoltre, dei gradini di fango che portavano a un altopiano poco distante, dove furono trovate altre iscrizioni greche in onore della Sfinge, e i resti di una rampa di mattoni di fango che passava sopra la statua ed era collegata al tempietto ai suoi piedi.
Negli anni trenta e quaranta Caviglia fu assunto dall'egittologo inglese Howard Vyse, conosciuto per i suoi modi d'investigazione violenti. Egli, infatti, con il collega John Shae Perring perforò la schiena della Sfinge alla ricerca delle camere nascoste al suo interno, che naturalmente non trovarono.

#### La stele del sogno

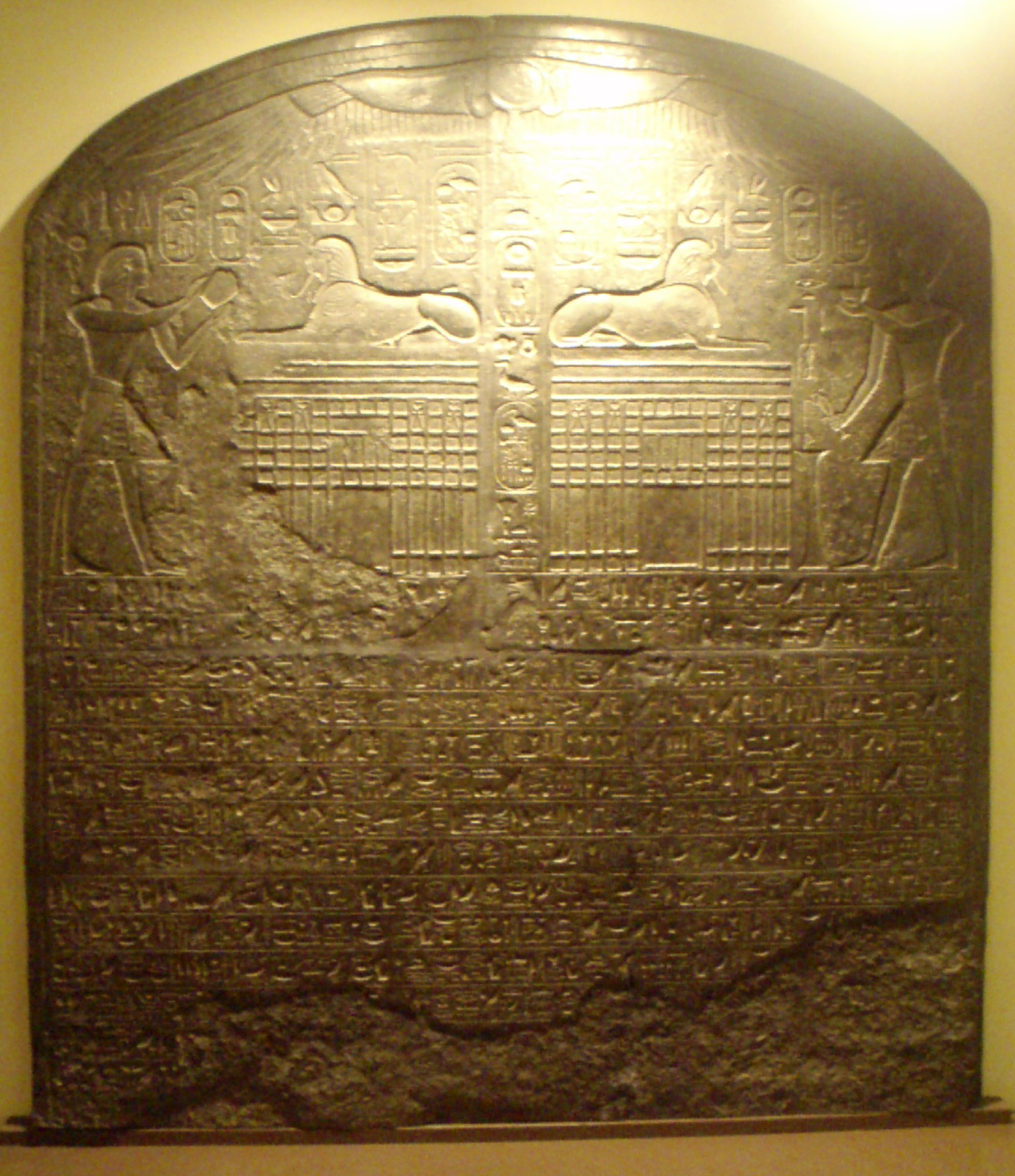
Riproduzione della Stele del sogno di Thutmose IV

All'inizio degli anni venti dell'Ottocento l'egittologo francese Jean-François Champollion decifrò i geroglifici con la stele di Rosetta e riuscì a tradurre l'antica lingua egizia. Così la stele ritrovata ai piedi della Sfinge poté essere interpretata. Si scoprì che parlava di un antico scavo al monumento intrapreso dal faraone Thutmose IV del Nuovo Regno. La stele è comunemente chiamata Stele del sogno, in quanto narra che la causa del restauro fu un sogno, fatto dal faraone mentre si riposava all'ombra della statua, in cui la Sfinge, chiamata Horemakhet (Horus all'Orizzonte) Kheperi-Re-Atum (il sole dell'alba, di mezzogiorno e del tramonto), gli si rivolge per donargli il suo regno sulla terra in cambio delle sue cure. La stele già all'epoca di Caviglia era gravemente erosa, così che non fu possibile decifrare la parte finale completamente. Nella linea 13 però si riesce a leggere la prima sillaba Khaf di Khafre o Chefren, seguita poco più avanti dalla frase "la statua fatta per Atum-Horemakhet". Dato che la stele sembrerebbe alludere a un rapporto tra la Sfinge e l'antico farone Chefren, venne così ipotizzato da E. A. Wallis Budge, che la Sfinge fosse stata proprio costruita dal sovrano dell'Antico Regno.

### Auguste Mariette (1853-58)
Dal 1853 a dirigere i lavori della Sfinge fu l'egittologo francese Auguste Mariette, che dovette nuovamente scavare nella sabbia per ripulire il monumento, dal momento che il lavoro precedente di Caviglia era stato cancellato dalla sabbia portata dal vento. Tuttavia Auguste Mariette non riuscì a scoprire la Sfinge interamente, tanto che pensò fosse stata costruita per essere vista sommersa dalla sabbia. Mariette scoprì comunque la grande crepa laterale alla base del monumento e rinvenne i resti dei sacrari affiancati al corpo e di una statua di Osiride del Nuovo Regno. A quel tempo il tempio ai piedi della Sfinge era ancora coperto dalla sabbia, e Mariette fu il primo a scavare e ritrovare il tempio a sud, ritenendolo della Sfinge, con diverse statue di Chefren, che convinsero gli studiosi della costruzione del monumento per mano di questo faraone. Dopo che tale tempio fu riconosciuto come il Tempio a valle di Chefren, il rapporto fra il faraone e la Sfinge rimase inalterato, in quanto per dimensione e struttura i due templi erano molto simili; vennero probabilmente costruiti nello stesso periodo.

#### La Stele dell'Inventario
Nel 1858 Auguste Mariette ritrovò, nei pressi della piccola piramide, attribuita alla figlia Henutsen di Cheope, a est della Grande Piramide, un'iscrizione su una stele, conosciuta come Stele dell’Inventario, che permise di ipotizzare la realizzazione della Sfinge prima di Chefren e Cheope. La stele fu ritrovata in un tempio dedicato a Iside e narra che il faraone non solo trovò il tempio in rovina e lo ristrutturò, ma anche la stessa Sfinge che aveva bisogno di riparazioni. Per gli studiosi del XIX secolo era un documento validissimo, tuttavia in seguito fu scoperto che la Stele dell'Inventario era di un'epoca più tarda; per lo stile, infatti, appartiene alla XXVI dinastia che regnò tra il 664 a.C. e il 524 a.C.

### Gaston Maspero (1886-90)
Alla fine del XIX secolo gli scavi alla Sfinge vennero affidati all'egittologo francese Gaston Maspero, che nel 1886 ripulì nuovamente il monumento dalla sabbia e permise ai turisti di ammirarne la bellezza direttamente nel sito archeologico, per sovvenzionarne gli scavi. All'inizio Maspero era convinto, sulla base del ritrovamento della Stele dell’inventario, che la Sfinge fosse appartenuta al Periodo predinastico dell'Egitto, ma cambiò presto idea, accordandosi all'opinione comune che fosse stata costruita durante il regno di Chefren. Maspero notò, inoltre, che nelle stele, ritrovate nei pressi delle Sfinge, la statua era sempre rappresentata sopra un piedistallo. Incominciò così la sua ricerca, ma la abbandonò presto per focalizzare gli scavi sulla zona sotto testa.

### Emile Baraize (1925-36)
Nel 1925 l'ingegnere francese Émile Baraize costruì intorno alla statua, per tenere lontana la sabbia, un grande muro massiccio, che sarà poi demolito negli scavi successivi. Inoltre in quegli anni la Sfinge aveva bisogno di molte riparazioni. Il foro sulla schiena della statua, creato da Vyse e Perring, venne riempito di cemento, per evitare che l'acqua piovana aumentasse la frattura. Lo stesso accadde per le crepe sul volto e il foro in cima alla testa, che al tempo probabilmente ospitava una decorazione del copricapo. Lo stato di erosione del collo era già molto avanzato; si temeva che la testa potesse cedere alle eventuali tempeste; così, furono aggiunti dei supporti di cemento sotto la testa, dove una volta c'erano le pieghe del copricapo, e dietro. Vennero poi tolti o sostituiti alcuni blocchi di pietra, che erano stati aggiunti dopo la costruzione della Sfinge, alla base del corpo.
Durante i suoi scavi Émile Baraize trovò moltissime testimonianze dell'attenzione alla Sfinge dell'ultimo periodo egiziano: stele di età greca e romana, resti di un tempietto del Nuovo Regno, piccole sfingi di pietra e gesso dipinte di rosso. Egli scoprì anche un'incisione del Nuovo Regno su una porta di un tempio, che si riferiva alla Sfinge con il nome del dio Hwrna, termine che compariva anche nella Stele dell’Inventario. Nel 1926, inoltre, Émile Baraize scoprì il tempio di fronte alla Sfinge e lo attribuì alla IV dinastia egizia.

### Selim Hassan (1936-46)
Nel 1936 l'egittologo Selim Hassan intraprese a Giza una serie di scavi, che ripulirono dalla sabbia l'intero sito della Sfinge. Per prima cosa fu demolito il muro costruito da Baraize e la sabbia fu trasportata a chilometri di distanza attraverso tre rotaie con dodici vagoni. Il 20 settembre 1936 Selim Hassan scoprì a nord della Sfinge i resti di un tempio a lei dedicato, costruito da Amenhotep II, faraone della XVIII dinastia, dove furono rinvenute numerose statuine votive di vari materiali, raffiguranti leoni e sfingi, e molte stele, che raffiguravano un orecchio umano, per incoraggiare il dio, in questo caso Horemakhet la Sfinge, ad ascoltare le preghiere. In alcune stele il dio è raffigurato con la testa di falco e sopra un piedistallo.
Selim Hassan, inoltre, proseguì gli scavi al Tempio della Sfinge, iniziati da Baraize dieci anni prima, e sul lato a ovest della Sfinge. Alla fine del 1936 scavò lungo il lato settentrionale del recinto esterno, dove scoprì alcune tombe dell'Antico Regno, per la maggior parte della IV dinastia, scavate direttamente nella roccia e dirette verso sud. Dato che di solito le tombe erano rivolte verso nord o est, Hassan stabilì che sicuramente il recinto era già presente al momento della loro costruzione, e che molto probabilmente la loro posizione insolita era dovuta alla presenza della Sfinge. Così egli concluse che il monumento non doveva essere più tardo della IV dinastia egizia. Inoltre, intorno all'area delle tombe Hassan rinvenne numerose stele, fra cui una che raffigura la Sfinge con un collare di piume di falco intorno al collo; molto probabilmente a quel tempo il monumento si presentava decorato in quel modo, oltre che dipinto.
Nel 1937 Selim Hassan ritrovò i resti di un altro tempio dedicato alla Sfinge, più antico del precedente, costruito da Thutmose I verso il 1500 a.C. È al regno di quest'ultimo faraone che viene attribuito la prima informazione riguardante la Sfinge di Giza, che viene indicata con il nome del dio Horemakhet. Il culto della Sfinge venne ripreso nella prima parte del Nuovo Regno, in modo del tutto autonomo; forse il rapporto tra Chefren e il monumento venne semplicemente tralasciato, per lasciare alla Sfinge una propria identità come Horemakhet.
Infine Selim Hassan risolse il problema del piedistallo, che si poteva notare in molte raffigurazioni della Sfinge, come aveva osservato Maspero. La grande statua era collocata all'interno di un recinto scavato nella pietra, e non poggiava certamente su un piedistallo. Tuttavia Hassan dimostrò che la parte rocciosa, davanti alla Sfinge, era stata tagliata verso il basso e presentava una superficie liscia, che creava l'illusione che la statua poggiasse su un piedistallo se vista dall'ingresso del tempio.
Il professor Hassan pubblicò il resoconto sugli scavi in Excavations at Giza nel 1946. Da quel momento in poi la Sfinge richiese soltanto una manutenzione regolare, e non furono apportate grandi modifiche al corpo.

#### Horemakhet
Durante il Nuovo Regno la Sfinge era nota con il nome Horemakhet, Horus all'Orizzonte, come dimostra la Stele del sogno di Thutmose IV. Questo termine si riferisce al dio-cielo egizio Horus nella forma del Sole che appare all'alba all'orizzonte orientale, dove è rivolta la Sfinge, e al tramonto all'orizzonte occidentale. La posizione della Sfinge fa pensare che, fin dalla sua costruzione, incarnasse la divinità del Sole.
Un altro nome con cui viene chiamata è Kheperi-Re-Atum, la trinità del Sole al mattino, a mezzogiorno e al tramonto. Keperi, Re e Atum sono termini che compaiono anche prima di Thutmose IV, nei testi dell'Antico Regno. Inoltre in un'iscrizione scoperta da Selim Hassan, proveniente dal faraone Seti I della XIX dinastia, la Sfinge viene chiamata sia Horemakhet che Hwl, una variante del nome Hwran (Hwrna, Hwrar, Hwron o Horon), presente nella Stele dell’Inventario. Nei geroglifici il suono "r" o "l" viene raffigurato allo stesso modo con un leone sdraiato di lato, perciò tutte le varianti del nome egizio non sono poi così diverse dal nome greco Horus del dio egizio Hor. Hassan ipotizzò che all'epoca del Nuovo Regno si fosse associata al dio egizio Horus la divinità cananea Hwron, proveniente da una città della Palestina, che venne venerata a Giza con il nome di Horemakhet.

### Mark Lehner e Zahi Hawass (1978-9)
Alla fine degli anni settanta si occuparono della Sfinge l'archeologo americano Mark Lehner e l'egiziano Zahi Hawass, che completarono la pulizia del recinto e scoprirono delle interessanti prove per la datazione del monumento. Inserendo una sonda all'interno della crepa sul retro della statua, rinvennero della ceramica dell'Antico Regno e degli utensili usati all'epoca per levigare la pietra, molto probabilmente lasciati da coloro che scolpirono il monumento. Inoltre verificarono tutte le crepe e i fori fatti alla Sfinge ed esclusero definitivamente la presenza di camere e passaggi nascosti al suo interno.
Infine Mark Lehner teorizzò con prove archeologiche che la Sfinge non soltanto potesse rappresentare un re divino, come Chefren, ma anche una divinità a sé stante. Sulla base di opinioni egittologiche precedenti la barba è di tipo "divino" e veniva usata soltanto nelle raffigurazioni di dèi, non per un semplice re. Inoltre, grazie ai numerosi studi effettuati sulla Sfinge, Mark Lehner dimostrò che la testa non poteva essere stata scolpita nuovamente al tempo della IV dinastia, in quanto i frammenti della barba e il corpo avevano una simile struttura geologica.

## Riparazioni antiche
La Sfinge molto probabilmente, data la pessima qualità di pietra calcarea, necessitò di riparazioni fin dalla sua costruzione. Durante gli scavi al monumento furono rinvenuti numerosi blocchi di pietra aggiunti al corpo, che furono datati all'epoca dell'Antico Regno. Tuttavia dopo questo periodo la Sfinge fu abbandonata a se stessa e ricoperta dalla sabbia fino al collo per secoli, favorendo così l'erosione.
I primi interventi consistenti alla Sfinge furono ordinati, come la Stele del sogno narra, dal faraone Thutmose IV della XVIII dinastia del Nuovo Regno, che cercò di ripulire il monumento dalla sabbia. Inoltre furono sostituiti alcuni blocchi caduti dal corpo a causa dell'erosione. Molto probabilmente il faraone dipinse di rosso la Sfinge e collocò una statua di suo padre, Amenhotep II, tra le zampe del monumento, come mostrano alcune stele ritrovate da Selim Hassan. È possibile che ci fosse veramente una statua davanti alla Sfinge, anche se non può essere dimostrato in quanto sono state ritrovati soltanto rilievi gravemente erosi.
Altre riparazioni furono effettuate nel 1200 a.C. grazie al faraone Ramesse II, che eresse in onore alla Sfinge due stele, ritrovate da Caviglia nella cappella davanti al monumento. Da documenti dell'epoca sappiamo che furono estratte numerose pietre da una miniera locale, che molto probabilmente servirono a rinforzare il rivestimento esterno delle zampe, che venne terminato soltanto durante il dominio romano.
All'epoca di Adriano furono potenziate le mura che tenevano lontana la sabbia dal sito, mentre al tempo di Marco Aurelio fu rivestita la pavimentazione del recinto. Con la fine dell'Egitto pagano la Sfinge di Giza fu di nuovo abbandonata: non ci furono nuove riparazioni e la sabbia finì con invadere un'altra volta il recinto. La testa, oltre all'erosione naturale e alla barba, restò intatta fino all'epoca araba, in cui il volto fu danneggiato.

## Datazione

### Problema della datazione e ipotesi dell'egittologia
I problemi nella datazione della Sfinge derivano dal fatto che non esistono sul corpo della statua, né altrove, iscrizioni o riferimenti che rivelino chi e quando l'avrebbe costruita. Neanche il Metodo del carbonio-14, a cui l'archeologia ricorre per datare scientificamente i reperti, risulta utile in questo caso, perché è applicabile solo sul materiale organico, mentre la Sfinge è interamente scolpita nella roccia viva.
Gli egittologi sono concordi nel ricondurre all'Antico Regno, e precisamente alla IV dinastia egizia, la costruzione della Grande Sfinge di Giza, che sarebbe dunque avvenuta attorno al 2500 a.C. Resta incerta la questione dell'attribuzione a Cheope, Chefren, Djedefra o Micerino, in quanto per il momento non esistono prove in grado di verificare tali ipotesi in via definitiva.
Gli elementi a sostegno di questa datazione sono di natura contestuale e comparativa, cioè si basano sul confronto della Sfinge con il resto dei monumenti e dei reperti presenti nell'area di Giza, e con le conoscenze più generali che possediamo dell'Antico Egitto e della sua storia. Gli scavi effettuati dal professor Selim Hassam, tra il 1936 e il 1946, valutando la datazione e l'orientamento insolito di alcune tombe ritrovate, in relazione alla Sfinge, hanno suggerito una datazione per quest'ultima non oltre la IV dinastia. Più recentemente, le analisi geologiche delle cave e la mappatura dei blocchi utilizzati per costruire alcune parti della Grande Piramide (Dobrev) e il Tempio della Valle (Lehner), mostrano che queste pietre provengono dagli immediati dintorni della Sfinge, e sarebbero dunque state estratte a mano a mano che la statua veniva scolpita nella roccia. Altri elementi a sostegno di queste ipotesi comprendono considerazioni relative all'ubicazione della Sfinge rispetto alle Piramidi, e della strada che conduce al Tempio della Valle. È inoltre certo che la testa appartiene alla IV dinastia, per lo stile decorativo.
Tuttavia, l'assenza di prove incontrovertibili, e il fatto che nessun faraone o notabile si sia mai attribuito la creazione del monumento, lasciano la questione della datazione aperta, dando spazio a varie ipotesi alternative (ritenute altamente improbabili dagli archeologi) che arrivano a retrodatare la costruzione della Sfinge fino al 10500 a.C.

### Ipotesi di Edgar Cayce
Una di queste fu sviluppata negli anni trenta da un parapsicologo americano, Edgar Cayce, conosciuto anche come Profeta Dormiente. Egli attirò verso di sé moltissimi seguaci, che credevano nei suoi poteri mistici, tra cui quello di rivivere vite passate attraverso i sogni. Uno di questi lo portò in Egitto nel 10500 a.C., dove vide i sopravvissuti di Atlantide costruire la Grande Piramide e la Sfinge. Secondo il Profeta Dormiente le prove della sua teoria erano da ricercare nelle camere nascoste all'interno della piramide e della Sfinge stessa, tra cui la Stanza dei registri, che sarebbero state riscoperte alla fine del XX secolo, prima del grande cataclisma.
Alla fine degli anni settanta, grazie al contributo finanziario della Fondazione Edgar Cayce, furono effettuate delle ricerche per misurare la resistività del terreno intorno alla Sfinge. Il risultato mostrò che davanti al monumento e nelle zampe posteriori risultavano delle anomalie, che potevano essere causate da cavità sotterranee. Le trivellazioni non rivelarono però cavità artificiali e le anomalie furono spiegate come causa naturale della pietra calcarea utilizzata. All'inizio degli anni novanta furono effettuate ulteriori indagini alla ricerca di camere nascoste, che però non sono mai state individuate.

### Ipotesi astronomica
Negli anni '80 Robert Bauval, scrittore e appassionato di egittologia, sviluppò l'idea di una corrispondenza tra la disposizione delle piramidi di Giza e le tre stelle centrali della costellazione di Orione, che culminò nel 1994 con la pubblicazione del best seller The Orion Mystery (Il mistero di Orione). Nel 1996, nel libro Custode della Genesi, pubblicato con Graham Hancock (giornalista e scrittore britannico), la teoria venne ampliata includendo nella correlazione astronomica anche la Grande Sfinge, la cui costruzione fu così fatta risalire dagli autori al 10500 a.C. 
La Sfinge, rivolgendosi verso est, scorge l'alba ogni giorno, ma soltanto due volte l'anno vede nascere il Sole in modo diretto; certamente è stata pensata come un monumento solare. Considerando il suo nome divino Horemakhet, la Sfinge incarnerebbe non solo il dio Horus sotto forma di Sole all'alba, ma anche al tramonto, proteggendo così la necropoli di Giza. Se nel corso dei secoli il monumento ha sempre guardato verso il Sole, però, non è stato così per le stelle sullo sfondo, che si sono spostate a causa della precessione degli equinozi. 
Attraverso alcuni calcoli elaborati al computer, Hancock e Bauval ricostruirono lo sfondo di stelle su cui sorgeva il Sole nel 10500 a.C., e sostennero che si trattasse proprio della costellazione del Leone, di cui la Sfinge sarebbe dunque la rappresentazione terrestre. Soltanto in seguito, presumibilmente durante la IV dinastia, la testa di leone sarebbe stata scolpita nuovamente a rappresentare il faraone. Ciò spiegherebbe l'evidente sproporzione tra le dimensioni del corpo della Sfinge e quelle della sua testa (che secondo gli egittologi dipende dalle crepe presenti nella roccia, che avrebbero costretto i costruttori ad allungare il corpo), nonché l'assenza di erosione verticale riscontrata su quest'ultima, e presente invece sul resto della statua (vedi paragrafo successivo, Ipotesi di Robert Schoch). 
A sostegno di queste affermazioni esisterebbe, secondo i seguaci delle teorie alternative, anche un importante reperto archeologico, la Stele dell'Inventario, in cui è scritto che il faraone Cheope compì sulla Sfinge un'importante opera di restauro, dunque essa sarebbe stata logicamente preesistente alla IV dinastia. Sebbene nel XIX secolo si ritenesse tale documento attendibile, gli egittologi hanno in seguito scoperto che il suo contenuto fu prodotto da una manipolazione storica dei sacerdoti di un Tempio di Iside, con lo scopo di conferire maggiore prestigio a quest'ultimo, investendolo di un'antichità che non aveva mai avuto. Alcuni elementi anacronistici presenti nella tavola, infatti, confermano inequivocabilmente che essa risale circa al 670 a.C., cioè ben milleduecento anni dopo il regno di Cheope.
L'ipotesi astronomica, che ha trovato seguito in altri scrittori come John Anthony West e Adrian Gilbert, non viene presa in considerazione dall'egittologia ufficiale (vedi Hawass, Lehner, Tallet, Dobrev, Verner etc.), secondo cui Bauval e i sostenitori delle teorie alternative sarebbero dilettanti estranei alla vera ricerca scientifica, che si basa su prove e non su ipotesi fantasiose. La teoria della correlazione di Orione, comunque, contiene delle criticità evidenti: se infatti è vero che gli antichi Egizi erano sensibili all'indagine del cielo e alle costellazioni (Orione simboleggiava Osiride ed era importante per la religione egizia, come si vede ad esempio nel soffitto astronomico della tomba TT353 appartenuta all'architetto Senenmut), è assolutamente dubbio che essi (o addirittura civiltà molto precedenti) interpretassero il cielo attraverso quei medesimi simboli astrologici, a cui il Leone appartiene, che furono codificati solo nel IV secolo a.C. dai Babilonesi. 
Inoltre, secondo i calcoli degli astronomi Ed Krupp e Anthony Fairall, eseguiti con strumentazione da planetario, nel 10500 a.C. il Sole non sarebbe sorto nella costellazione del Leone, bensì nella Vergine, e l'angolo di allineamento tra le piramidi si sarebbe discostato da quello di Orione di 10-12 gradi. I due astronomi denunciarono inoltre che Bauval, nel libro del 1994, avrebbe invertito arbitrariamente la posizione delle piramidi per farla combaciare con le stelle. Altri, come Archie Roy, si schierarono dalla parte di Bauval. Resta il fatto che delle 138 piramidi costruite dai faraoni nell'Antico Egitto, solo per quanto riguarda le tre piramidi di Giza è stato possibile individuare una presunta correlazione astronomica.

### Ipotesi di Robert Schoch
Tra i sostenitori della retrodatazione della Sfinge, a partire dagli anni '90, rientra anche Robert Schoch, geologo e antropologo laureato a Yale e professore di scienze naturali dell'Università di Boston, le cui teorie si sono incrociate e supportate a vicenda con quelle di Bauval, Hancock e soprattutto John Anthony West. La datazione di Schoch, comunque, è effettuata su base scientifica, considerando i segni dell'erosione verticale presenti sul corpo della statua, che tipicamente sono il risultato che si rileva da una lunga esposizione a fortissime piogge, e partendo dal fatto che le ultime piogge nella regione desertica di Giza risalgono con prove geologiche alla fine dell'ultima glaciazione, al periodo del cosiddetto "Younger Dryas".
Schoch ha proposto la spiegazione che i drastici cambiamenti climatici di quella nota epoca geologica, forse provocati da un fenomeno astrofisico o planetario, portando prima a un iniziale riscaldamento della massa liquida planetaria ed evaporandola in atmosfera, abbiano poi favorito un lungo periodo di forti precipitazioni e temporali. Secondo questa teoria le forti precipitazioni avrebbero segnato inconfondibilmente, con le tipiche percolazioni verticali risultanti da fortissime piogge perdurate per forse un millennio o più, sia la base della Sfinge (ma non la testa) sia il materiale con cui è costruito quello che oggi è noto come il tempio della sfinge, che geologicamente è costituito da blocchi parallelepipedi di decine di tonnellate scavati all'interno dello stesso medesimo blocco da cui è stata scolpita la Sfinge, e quindi sia la Sfinge che i blocchi tagliati sarebbero stati ricavati internamente alla massa originaria e quindi non è possibile che siano stati esposti ad intemperie precedentemente alla costruzione. Secondo questa spiegazione quindi la scultura ed il tempio sarebbero stati costruiti prima della fine del Younger Dryas forse con la figura di un leone su cui millenni dopo sarebbe stata attuata una modifica alla testa, e costruiti attorno una serie di manufatti e le note piramidi (a questo proposito bisogna segnalare che la qualità della roccia calcarea di cui è fatta la testa della Sfinge è di livello alto, e nettamente superiore a quella del resto del corpo, che è di scarsa qualità: ciò potrebbe spiegare il diverso grado di erosione)
Secondo Schoch, soltanto delle piogge forti ed abbondanti avrebbero potuto causare lo stato di erosione, caratterizzato da un andamento ondulato e arcuato. Partendo dal presupposto che l'erosione della pioggia sia caduta in tempi molto più umidi di quelli dell'Antico Regno tra il 7000 a.C. e 5000 a.C., Schoch e West confrontarono lo stato di erosione della Sfinge con quello di alcune tombe dell'Antico Regno, che, pur avendo una roccia di pessima qualità, non hanno subito un tale deterioramento a causa della sabbia portata dal vento. Inoltre, affermarono che la grave erosione della Sfinge, ancora oggi in atto, era cominciata soltanto da duecento anni e che il fenomeno di condensa notturna, presente anche in altre strutture rocciose di Giza, non poteva esserne la causa principale. Se il grave danneggiamento del monumento era dovuto all'acqua piovana, era evidente che fosse più antico degli inizi della civiltà egizia, in quanto soltanto prima del 5000 a.C. le piogge in Egitto erano regolari, ma non perduranti e forti. Schoch e West presentarono il loro lavoro alla Geological Society of America nel 1992. Davanti alle prove da loro raccolte i geologi presenti rimasero allibiti: fu sconcertante constatare che per quasi duecento anni nessun egittologo si fosse reso conto che l'erosione sul corpo della Sfinge è dovuta all'acqua, per quanto gli egittologi non siano anche geologi o geofisici.
Schoch non dubitava che la testa fosse dell'Antico Regno, ma riteneva che un faraone della IV dinastia egizia, se non Chefren stesso, avesse ordinato di scolpirne di nuovo il volto e restaurarne il corpo rivestendolo con nuovi blocchi di pietra. Egli era comunque consapevole che rimaneva aperto il problema di chi nel 5000 a.C. avesse potuto costruire un tale colossale monumento. Non trovando delle prove di una civiltà più evoluta nel periodo pre-neolitico dell'Egitto, egli si soffermò sulle scoperte archeologiche di Gerico risalenti all'8000 a.C.; la Sfinge in quest'ottica non risulterebbe più un caso isolato. Tuttavia non ci sono prove scientifiche a supporto in Egitto.
La teoria di Robert Schoch venne due anni dopo contestata da James A. Harrell, professore di geologia all'Università di Toledo (Ohio). Egli notò che, se da una parte il deterioramento della Sfinge poteva essere causato dall'acqua piovana, era molto più probabile fosse stato realizzato dalla sabbia bagnata, per effetto sia delle piogge sia delle inondazioni durante l'Antico Regno, che arrivavano fino al recinto. Inoltre, il confronto di Schoch con le tombe dell'Antico Regno secondo lui non era plausibile, in quanto esse si trovavano in una posizione più elevata, e quindi non a portata dell'acqua delle inondazioni. Harrell, inoltre, ritenne che le particolari ondulazioni del corpo della Sfinge siano state prodotte da un'erosione accelerata, causata dall'espansione dell'argilla in tempi umidi e dal sale in quelli secchi. Per di più la disposizione dell'altopiano di Giza favoriva il deflusso dell'acqua nel sito della Sfinge, lasciandola forse per secoli ricoperta da sabbia bagnata.
Robert Schoch si difese osservando che non era ancora stato dimostrato che il sito della Sfinge fosse stato ricoperto dalla sabbia bagnata per secoli. Inoltre, seguendo il ragionamento di Harrell, confrontò lo stato di erosione della Sfinge con alcune tombe dell'Antico Regno, che potevano essere esposte all'acqua delle inondazioni. Il risultato era che nemmeno queste presentavano i segni di deterioramento presenti nel corpo della statua. Harrell replicò notando che la posizione delle tombe di Schoch non era inferiore a quella della Sfinge ma superiore, e che la qualità della roccia era ben diversa. Inoltre, egli affermò che nello stesso altopiano di Giza c'erano altre strutture che presentavano lo stesso tipo di erosione ondulata, anche se non così accentuato come nella Sfinge.
Nel corso di quegli anni, dal 1992 al 1995, numerose furono le polemiche che interessarono la datazione della Sfinge, e si concentrarono su riviste specializzate, come il KMT: A Modern Journal of Ancient Egypt o Archaeology. Alla fine la geologia indica che l'erosione della Sfinge è causata o dall'acqua piovana dal 7000 a.C. o dalla sabbia bagnata e dalla condensa notturna dal 2500 a.C. L'egittologia si schiera dalla parte della seconda ipotesi, in quanto non ci sono motivazioni valide per considerare la data più antica.
L'ipotesi di Schoch è in contrasto con le analisi dei climatologi tedeschi Rudolph Kuper e Stefan Kröpelin che, analizzando al radiocarbonio i resti nei sedimenti circostanti la piana di Giza, seppur rilevando lenti ma rilevanti cambiamenti climatici a partire da circa l'8500 a.C., hanno concluso che la cessazione delle piogge tropicali e quindi il completo inariditamento della regione sia avvenuto all'incirca tra il 3500 a.C. e il 1500 a.C. I recenti studi di Judith Bunbury, geoarcheologa dell'Università di Cambridge, confermano che la desertificazione travolse completamente la regione di Giza soltanto verso la fine dell'Antico Regno.
La teoria di una datazione più antica della Sfinge viene comunque rifiutata dagli egittologi perché né a Giza, né in nessun altro luogo dell'Egitto, sono mai stati ritrovati reperti archeologici di alcun tipo che possano confermare l'ipotesi di una costruzione più antica. L'ipotesi di Schoch è quindi in contrasto con la totalità delle evidenze archeologiche prodotte dagli scavi in Egitto negli ultimi 200 anni. I sostenitori della teoria della retrodatazione della Sfinge fanno riferimento a siti archeologici come Göbekli Tepe, in Turchia, che risale a circa 12000 anni fa, ma non risulta che sia stato procurato finora alcun tipo di prova di un collegamento con il complesso di Giza, la cui costruzione appare invece coerentemente spiegabile con ciò che sappiamo dell'Antico Egitto e della sua storia architettonica e produttiva, in base ai ritrovamenti effettuati. In effetti, è altamente improbabile che una civiltà precedente agli antichi Egizi abbia occupato quei luoghi senza lasciare nessuna traccia archeologica, dal momento che siamo in grado di scoprire reperti relativi a insediamenti umani ben più antichi del periodo che qui sarebbe in discussione.

## Analisi medica
Il chirurgo londinese Hutan Ashrafian (Imperial College) ha analizzato la Sfinge per appurare se questa rappresenti un individuo affetto da prognatismo, possibile indizio di una patologia sofferta dal modello umano usato come fonte di ispirazione per la scultura. Poiché la Sfinge rappresenta un leone, la medesima persona può aver sofferto di una condizione associata in cui caratteristiche leonine sarebbero state evidenti (leontiasi ossea).